# Colostygia cyrnea
Colostygia cyrnea is een vlinder uit de familie spanners (Geometridae). De wetenschappelijke naam is voor het eerst geldig gepubliceerd in 1925 door Eugen Wehrli.
De soort komt voor in Europa.